# Атьозеро
Атьозеро (Анозеро) — озеро в России, располагается на территории Мезенского района Архангельской области.
Озеро находится на высоте 65 м над уровнем моря в заболоченной лесной местности. Площадь — 8,6 км². Площадь водосборного бассейна — 45,8 км². Возле берегов акватория местами подвержена зарастанию. Берега покрыты лесом с преобладанием ели и берёзы. На востоке в Атьозеро впадает несколько водотоков, в том числе река Светлая из озера Светлое, на юге — протока из соседнего безымянного озера. С северо-западной стороны вытекает Атьвиска, впадающая в Варчушку.

## Данные водного реестра
По данным государственного водного реестра России относится к Двинско-Печорскому бассейновому округу, водохозяйственный участок — Мезень от водомерного поста деревни Малонисогорская и до устья. Речной бассейн — Мезень.
Код водного объекта в государственном водном реестре — 03030000211103000008925.